# Бриньяно-Фраската
Бриньяно-Фраската (італ. Brignano-Frascata, п'єм. Bërgnàu e Frascà) — муніципалітет в Італії, у регіоні П'ємонт,  провінція Алессандрія.
Бриньяно-Фраската розташоване на відстані близько 430 км на північний захід від Рима, 110 км на схід від Турина, 35 км на схід від Алессандрії.
Населення — 452 особи (2014).
Щорічний фестиваль відбувається 25 липня. Покровитель — San Giacomo.

## Демографія
Населення за роками:

Станом на 1 січня 2023 року в муніципалітеті офіційно проживали 52 іноземці з 8 країн, серед них 43 громадяни країн Євросоюзу та 1 громадянин України.

## Сусідні муніципалітети
- Казаско
- Чечима
- Дерніче
- Гарбанья
- Грем'яско
- Момпероне
- Сан-Себастіано-Куроне